# Eutretauranosuchus
Eutretauranosuchus – wymarły rodzaj krokodylomorfa, zaliczanego do kladu Mesoeucrocodylia, a w jego obrębie do rodziny Goniopholididae. Znany jest z kilku szkieletów znalezionych w późnojurajskiej formacji Morrison. Zaliczają się tu skamieliny z Garden Park i Dry Mesa Quarry w Kolorado oraz Como Bluff w Wyoming. Gatunek typowy stanowi E. delfsi. Charles Mook opisał Eutretauranosuchus w 1967 na podstawie czaszki i niepełnego szkieletu osobnika dorastającego odkrytego w Garden Park w latach pięćdziesiątych przez pracowników Cleveland Museum of Natural History. Osobnik te mierzył jedynie 1,77 m długości. Jego masę szacuje się na 18 kg. Starsze osobniki mogły osiągać znacznie większe rozmiary. Czaszka Eutretauranosuchus różni się występującego z nim jednoczasowo Goniopholis obecnością dodatkowego otworu w kości podniebiennej i innymi szczegółami budowy anatomicznej. Eutretauranosuchus był drapieżnikiem o ziemno-wodnym trybie życia. Jego zdobycz obejmowała ryby i niewielkie kręgowce lądowe.